# Danubyu
Danubyu (birmano: ဓနုဖြူမြို့ [dənṵbjù mjo̰]) es una localidad de Birmania situada en la región de Ayeyarwady. Dentro de la región, es la capital del municipio homónimo en el distrito de Ma-ubin.
En 2014 tenía una población de 21 762 habitantes, en torno a la novena parte de la población municipal.
La localidad es conocida en el país por el ser el lugar donde en 1825 murió en combate el general Maha Bandula, uno de los líderes de la resistencia contra los invasores británicos en la primera guerra anglo-birmana. La economía local se basa principalmente en el cultivo del arroz.
Se ubica en la orilla occidental del río Irawadi, unos 50 km río abajo de Hinthada, sobre la carretera que une dicha ciudad con Rangún.